# Bhadrak (huyện)
Huyện Bhadrak là một huyện thuộc bang Odisha, Ấn Độ. Thủ phủ huyện Bhadrak đóng ở Bhadrak. Huyện Bhadrak có diện tích 2788 ki lô mét vuông. Đến thời điểm năm 2001, huyện Bhadrak có dân số 1332249 người.